# Multan Metrobus
Der Multan Metrobus ist ein Bus-Rapid-Transit-System in Multan, Pakistan. Der Bau der Strecke begann im Mai 2015, der Betrieb wurde am 24. Januar 2017 aufgenommen.

## Infrastruktur
Die Strecke der Metrobus Multan hat eine Länge von 18,5 km. Der Multan Metrobus bedient 21 Stationen, die zur Hälfte oberirdisch verlaufen. Alle Stationen verfügen über eine Klimaanlage und werden durch ein privates Unternehmen betrieben. Ein Metrobus in Multan ist für 190 Passagiere ausgelegt. Es wird erwartet, dass 190.000 Pendler das Bussystem nutzen werden.

## Inbetriebnahme
Der Multan Metrobus wurde mit einer Flotte von 47 ausgestattet, konnte jedoch das Ziel, täglich über 90.000 Pendler zu bedienen, nicht bewältigen. Die Flotte wurde daher um 10 Busse verkleinert, als die Passagierzahlen zurückgingen. Die übrigen 37 Busse konnten das Passagieraufkommen jedoch nicht bewältigen. Ein Kollaps des Busnetzes wurde dadurch verhindert, dass die Flotte auf 19 Busse verkleinert wurde. Eine weitere Maßnahme war der Einsatz von Doppeldeckerbussen. Der Multan Metrobus fuhr trotz weiterer Maßnahmen der Provinzregierung im Punjab Verluste ein.

## Korruptionsvorwürfe
Im Dezember 2015 kam es zu einem hohen Geldfluss im Zusammenhang mit dem Multan Metrobus Bussystem auf das Konto des chinesischen Unternehmens Yabaite-China. Im Verlauf wurde bekannt, dass ein $17,7 Mio. dotierter Auftrag an das pakistanische Unternehmen Habib Rafiq Private Limited vergeben wurde. Ein Teil des Auftrages wurde an Capital Engeering, einem der  Sharif-Familie nahestehendem Unternehmen vergeben. Weiterhin wurde bekannt, dass CE ungewöhnliche Deals mit Yabaite verabschiedete, von denen der Provinzminister des Punjab
Shehbaz Sharif profitierte. Der Provinzminister wies die Vorwürfe vehement zurück. Der Ex-Vorsitzende  der Securities and Exchange Commission of Pakistan, Zafar Hijazi, lehnte es ab, den Fall an die pakistanischen Ermittlungsbehörden weiterzuleiten. Die SECP leitete den Fall der Geldwäsche gegen das chinesische Unternehmen aber nach der Festnahme von Zafar Hijazi an die pakistanischen Ermittlungsbehörden weiter. Die Anti-Korruptionsbehörde nahm Ermittlungen im Korruptionsskandal um das Multan Metrobus Bussystem auf. Nadir Chatta wurde wegen des Verstosses gegen eine Vereinbarung bei einem Grundstückskauf angeklagt. Der chinesische Botschafter in Pakistan wies die Vorwürfe zurück und erklärte, dass das chinesische Unternehmen Yabaite-China nicht in Pakistan tätig ist.